# Abdelkader al-Husayni
Abdelkader al-Husayni (en árabe عبد القادر الحسيني; también escrito como Abd al-Qadir, Husseini, y otras versiones) (1907 - 8 de abril de 1948) fue un dirigente nacionalista de los árabes palestinos en la primera mitad del siglo XX. Fue un militante activo en los disturbios de los años 1930 en el mandato británico de Palestina, en particular durante la Gran Revuelta Árabe. Luego, al-Husayni dirigió a las fuerzas irregulares palestinas en la guerra árabe-israelí de 1948, hasta que murió en la batalla de Qastal el 8 de abril de 1948.

## Familia y primeros años
Los Husayni eran una poderosa familia de Jerusalén. Su padre, Musa, fue alcalde de Jerusalén en los años 1918-1920, y su tío Hajj Muhammad Amin al-Husayni fue Gran Muftí (clérigo musulmán cargado con la responsabilidad sobre los lugares santos) de la ciudad (1921-48). Abdelkader estudiaba por la Universidad Americana en El Cairo, y logró una licenciatura en química. En los años 1930 al-Husayni fue uno de los miembros fundadores del Congreso de Musulmanes Educados. El CME se manifestaba contra políticas en el mandato que llamaron: "discriminatorias hacia los árabes". Para apaciguarlo, el gobierno le designó un puesto en el departamento de asentamiento, pero solo mantuvo el empleo durante un corto período, pues en 1936 ayudó a montar la Gran Revuelta Árabe. Como otras personas de su familia, Abdelkader fue miembro del Partido Árabe de Palestina (al-Jizb al-'Arabi al-Filastini) y su secretario general, sirviendo además como redactor del periódico partisano Al-Liwa(لواء; "La Brigada"). y también escribiendo en otros periódicos como Al-Yamiyya al-Islamiyya (إلجامعةالإسلامية; "La Asamblea Islámica").

## La Revuelta
En los años 1936-39 los árabes palestinos, bajo la dirección del Alto Comité Árabe, un cuerpo dominado por el Gran Muftí Amin al-Husayni, Abdelkader al-Husayni mandó bandas irregulares de rebeldes al área de Jerusalén atacar personas y propiedades judías o británicas. Su ayudante fue Hasan Salameh, que tomó el poder en las ciudades árabes de Lod y Ramla, las cuales tienen posiciones estratégicas en el camino Jerusalén-Jaffa. Al cabo de la Revuelta, que fue un fracaso completo, todos los líderes huyeron fuera del mandato. Abdelkader al-Husayni pidió asilo en el reino de Irak, animando al militar nacionalista Rashid Ali al-Kailani en su toma del poder en abril de 1941. El régimen de Rashid Ali tuvo las mismas esperanzas de al-Husayni: Acabar con la influencia de las potencias europeas en el mundo árabe. Los militares iraquíes aprovecharon los acontecimientos de la Segunda Guerra Mundial para atraer respaldo alemán. El golpe de Estado de Rashid Ali provocó una invasión británica para impedir la influencia del III Reich en Irak. Después de otra fuga apresurada de Irak, Husayni viajó por los estados árabes, llegando a Egipto en 1946.

## Vuelta al Mandato Británico de Palestina
El 29 de noviembre de 1947 la ONU ratificó un programa de partición para terminar con el mandato británico y crear dos estados independientes (uno árabe y otro judío). La Agencia Judía, cuerpo gubernamental del Yishuv (el asentamiento judío en el mandato), aprobó el plan. Sin embargo el Alto Comité Árabe, dirigido por el Gran Muftí, lo rechazó y con el apoyo de los estados árabes le declaró la guerra al Yishuv. La partición del mandato estaba planeado para el 14 de mayo de 1948, por ello los estados árabes no ingresaron fuerzas armadas al mandato hasta entonces para no causar un conflicto con Gran Bretaña. En diciembre de 1947 Abdelkader al-Husayni regresó a la zona de Jerusalén y formó, Con Hassan Salameh, el Yaish al-Yihad, una fuerza irregular que sumaba alrededor de 1300 soldados. Abdelkader al Husayni distribuyó sus fuerzas en el sector central de Palestina, participando en el asedio de Jerusalén (9 de noviembre de 1947-18 de julio de 1948), mientras que Salameh operó con sus tropas en el sector Lod (Lida)-Ramala (Ramallah).

## Actuación durante la guerra

### Polémica sobre su capacidad militar
Entre sus contemporáneos, la figura de Abdelkader al-Husayni fue polémica, y sus capacidades militares muy discutidas: entre sus hombres fue muy carismático y hasta venerado, pero sus competidores por el liderazgo de las tropas árabes, como Fawzi al-Qawuqji y Ismail Safwat, tenían en poca estima sus dotes militares y lo despreciaban, y por su escasa capacidad para atraer partidarios ajenos a los seguidores del Muftí se le dio en los zocos y los cafés árabes (verdaderos centros de reunión de la vida social) el apodo burlesco de Cabo Qader.
Sin embargo, tras su muerte en el campo de batalla, y sobre todo tras las sucesivas derrotas árabes que han hecho que los árabes busquen referentes valiosos entre sus mandos militares, su figura se agigantó, se acallaron las críticas y ha pasado a la Historia como un gran caudillo árabe.

### Asalto al Bloque Etzion y la "Batalla por la carretera de Jerusalén"
En realidad, la capacidad de Abdelkader Al-Husayni y sus tropas para luchar en una guerra convencional era muy escasa, como tuvo ocasión de comprender muy pronto, nada más comenzadas las hostilidades entre árabes y judíos. El 14 de enero de 1948 Al-Husayni encabezó personalmente un ataque con más de mil milicianos sobre el Bloque Etzion (Kfar Etzion) que se saldó con un rotundo fracaso; los árabes sufrieron unos doscientos muertos y, al menos, un número similar de heridos, y la confianza de la población en sus mandos militares sufrió un duro golpe. La derrota supuso un golpe tanto más humillante cuanto que se había dado aviso a los pueblos árabes vecinos y centenares de aldeanos estaban esperando, con sacos y cestos, la victoria de Abdelkader para irrumpir el Bloque y saquearlo hasta los cimientos.
Aunque al día siguiente una compañía de 35 soldados de la Haganah fue sorprendida y liquidada, hasta el último hombre, por la aplastante superioridad numérica de una fuerza de centenares de milicianos, ello no supuso un consuelo para Al-Husayni. Falto de instrucción militar, pero no de inteligencia, tomó conciencia del escaso nivel de entrenamiento de sus hombres en comparación con los combatientes judíos, y decidió cambiar su estrategia a la guerra de guerrillas, intentando bloquear completamente la carretera a Jerusalén, que transcurría por el desfiladero de Bab-el-Ued, y conseguir así la rendición de Jerusalén y la derrota de los judíos.
La táctica usada era muy sencilla:
- sus espías informaban cuando un vehículo o convoy judío se acercaba a la carretera que llevaba a Jerusalén;
- dada la alarma, centenares de milicianos de los pueblos esparcidos a lo largo de la ruta convergían sobre el punto de la emboscada;
- se colocaba una barrera para impedir el paso y otra a retaguardia para evitar la retirada;
- cerrada la trampa, se atacaba -con una neta superioridad numérica, posicional y de potencia de fuego- a los vehículos que hubiesen quedado dentro, hasta que
- se conseguía su rendición, la muerte de los defensores o estos eran rescatados por los ingleses o la Haganah.

En todo caso, se conseguía el objetivo a largo plazo que era impedir el aprovisionamiento de la ciudad. Si los vehículos que circulaban eran británicos (un convoy militar pasaba dos veces al día) no se producían ataques.
Esta estrategia, basada en la sorpresa, la superioridad numérica, y una retirada rápida tras el ataque, tuvo mucho éxito e hizo aumentar la popularidad de Al-Huseyni entre los partidarios del Muftí. Gracias a las victorias rápidas, el botín de los saqueos, y un número relativamente bajo de pérdidas humanas en comparación a las batallas en cambio abierto o los ataques a los kibutz sus hombres estaban siempre dispuestos a acudir a la llamada de las armas.
Para finales de marzo de 1948 la Jerusalén judía estaba en grave riesgo de verse obligada a la capitulación, lo cual hubiera supuesto, muy probablemente, la derrota de un Israel aún no nacido. El 31 de marzo, un convoy de sesenta vehículos proveniente de Hulda fue atacado y obligado a retroceder, perdiendo diecinueve de ellos y sufriendo 17 bajas mortales.
El mismo 31 de marzo, por la noche, en una reunión celebrada en el domicilio de David Ben Gurion en Tel Aviv, se decide lanzar la Operación Najshon que los altos mandos de la Haganah llevaban algún tiempo preparando, siguiendo directrices del órgano provisional de gobierno de los judíos, para intentar romper el sitio de Jerusalén.
Como una de las posiciones clave a conquistar destacaba el poblado de Qastal o Qastel, sin el cual resultaba imposible dominar la carretera a Jerusalén.

### Batalla de Qastel y muerte
Al-Qastal (hoy la ciudad israelí Mevaseret Zion), a unos seis kilómetros de Jerusalén, era en 1948 un poblado árabe cuya importancia estratégica era, para la batalla de Jerusalén, incalculable (véase "aquí" un mapa en el que Qastel está marcada con la letra "F"). Los judíos no podían desencadenar la "Operación Najshón" sin dominar una serie de puntos claves, uno de ellos Qastel.
El 2 de abril de 1948, a medianoche, una compañía del 4.º batallón del Palmach, con base en Kiryat-Anavim, y dirigida por Uzi Narkis, desencadenan un asalto sobre la población, cuya escasa guarnición no puede resistir el ataque y abandona el poblado. Era la primera vez que un pueblo árabe caía en manos de los judíos. En Damasco, donde se celebraba una reunión especial del Comité Operativo de la Liga Árabe a la que asistía Abdelkader Al Husayni, la noticia cayó como una bomba. Al Husayni ordenó a su lugarteniente Kamal Irekat que reconquistara la población y pidió más municiones y armas modernas a la Liga Árabe. Safwat, generalísimo del Ejército de Liberación Árabe, desconfiando del Muftí y sospechando que la situación de los partidarios del Muftí no eran tan desesperada como afirmaban, le negó su ayuda:

"Debe reconquistar Qastel; pero, si no se considera capaz, encargaremos la tarea a Fawzi Al-Qawuqji"
Ismail Safwat

Al Husayni respondió amargamente:

"Qastel es un nombre extranjero que significa "castillo"; no hay manera de tomarlo con los pocos rifles italianos y escasa munición que se me ha suministrado. Deme las armas que le he pedido y lo reconquistaré"
Abdelkader Al Husayni

Y ante la negativa de la Liga Árabe, que argumentaba que los combatientes de la "Guerra Santa" del Muftí eran bisoños y podían perder las armas modernas ante la Haganah, Al Husayni se despidió con un fúnebre presagio:

"Son todos ustedes unos traidores. Pasarán a la Historia entre aquellos que entregaron Palestina. Tomaré Qastel aunque suponga mi muerte y la de muchos de mis guerreros".
Abdelkader Al Husayni

Mientras tanto, la ofensiva iniciada por Kamal Irekat e Ibrahim Abu Dayieh, con unos cuatrocientos milicianos, había intentado desalojar al destacamento de la Haganah -unos setenta hombres, encabezados por Motke Gazit- que habían relevado al Palmach. Los judíos tuvieron que replegarse, ante la superioridad numérica, al interior del poblado, que no había podido ser volado, como se había ordenado para que no sirviera como base árabe. Sin embargo, la escasa previsión logística de los atacantes -faltos de municiones de refuerzo y avituallamientos- y la baja por herida de granada de Irekat hizo fracasar este primer ataque.
La operación Najshon dio comienzo el día 5 de abril, con un ataque de diversión sobre el cuartel general del Comandante Supremo de los Combatientes de la Guerra santa y jefe nominal de Al-Husayni, Salameh. 1500 hombres de las Brigadas Guivati y Harel tomaron el control de la ruta y forzaron el bloqueo de Jerusalén. Significaba el fracaso, al menos momentáneo, de la estrategia de Al-Husayni.
El sobrino del Muftí no podía ni soñar en hacer frente al despliegue judío. Por lo tanto, intentó concentrarse en la reconquista de Qastel. Llegado a su base de operaciones el día 7 de abril y tras realizar consultas con sus lugartenientes, desencadenó un ataque el mismo día 7 por la noche, con unos 300 hombres. Cayó en combate a una hora imprecisa, el mismo día 7 o el 8 de madrugada.
Las circunstancias de su muerte son desconocidas. Sus partidarios lo aclamaron como un héroe de guerra y mártir del Islam. Sin embargo, David Ben Gurion recoge lo siguiente en la entrada correspondiente al 14 de abril:

"Abd-El-Kader-Al-Husseini no murió por una mina, sino por uno de nuestros destacamentos. Se equivocó de camino y , a la cabeza de cuatro hombres, fue a parar donde estaba uno de nuestros escuadrones mientras se retiraban [del poblado]. Nuestros hombres hicieron fuego y mataron en el acto a tres. Abd-El-Kader levantó los brazos y rogó por su vida. Los nuestros no sabían quién era y le dispararon. Sólo, al examinar sus papeles, supieron que se trataba de Abd-El-Kader"
David Ben Gurion, 14 de abril de 1948

Abu Dayieh, sin saber la muerte de su jefe, continuó el ataque pero, al alba, la llegada de refuerzos judíos y la falta de comunicación con su mando natural le hizo suspender momentáneamente el ataque.
Mientras los refuerzos judíos revisaban el campo de batalla encontraron el cadáver de Abdelkader, a quien identificaron por su carné de conducir y un ejemplar del Corán dedicado por su esposa.
Abu Dayieh, temiendo que Abdelkader, desaparecido, hubiese sido capturado por los judíos, desencadenó un ataque masivo durante la tarde del día 8 de abril, con más de mil hombres. Los judíos, superados por una fuerza más de diez veces superior, y dando la plaza por perdida, evacuaron Qastel.
Sin embargo, la reconquista del poblado fue de corta duración. Cuando los árabes encontraron el cadáver de su líder y la emisora en lengua árabe de la Haganah informó de su caída en combate, la moral de sus hombres se derrumbó. Pese a todos los intentos de Abu Dayieh para evitarlo, los milicianos abandonaron Qastel en los dos días siguientes, permaneciendo apenas cincuenta hombres para resistir el contrataque judío. La noche del día 9 de abril, dos compañías del Palmach, comandadas por David Elazar, asaltaron nuevamente la posición y, dada su inferioridad, Abu Dayieh decidió retirarse. Qastel permaneció definitivamente en manos de los judíos.

### Reacciones ante su muerte y consecuencias sobre la guerra
La reacción entre la población palestina fue de indescriptible dolor y desolación. Según Lapierre y Collins, "Los árabes celebraron aquel día los funerales más grandiosos desarrollados en Jerusalén, desde hacía varias generaciones". Miles de árabes de toda las clases sociales acompañaron al féretro hasta su lugar de descanso, en el interior del monumento octogonal, desde donde Mahoma, según la creencia musulmana, subió al cielo.
Su mujer y sus hijos no pudieron asistir a tiempo al entierro. Su tío, Hadj Amin -Al- Husayni, desde Damasco, consagró como mártir a su sobrino y nombró como reemplazo a Emil Ghury.
Como se ha dicho más arriba, muchos de los árabes palestinos que criticaban y se burlaban de los fracasos militares de los primeros tiempos de la guerra, tras su muerte pasaron a lamentar su muerte como la de un gran caudillo malogrado.
Entre sus enemigos, también existen divergencias sobre su figura. Aquellos comandantes que se enfrentaron a él en la "Batalla de las Carreteras" tendían, en años posteriores, a agigantar su figura como caudillo militar, aunque lo cierto es que es posible que ello se deba a una intención -consciente o no- de aumentar su propio prestigio elevando el de los enemigos derrotados. Documentos contemporáneos e inmediatamente posteriores a la guerra escritos por militares israelíes reflejan menos admiración por la competencia militar de Abdelkadr Al-Husayni que por la complejidad de forzar el bloqueo a Jerusalén, impuesto por la difícil orografía de la zona.
Curiosamente, muchos historiadores revisionistas como Ilan Pappé, o Benny Morris, o el español David Solar, que han tratado de derribar lo que llaman "el Mito de David y Goliath", argumentando que el Haganah era muy superior desde el principio a sus rivales árabes, y minimizando las tropas y las capacidades militares de quienes se enfrentaron a Israel, no han tocado la imagen de "caudillo y mártir" de Al-Husayni.
La muerte de Al-Husayni asestó un golpe decisivo a la capacidad militar y la voluntad de combatir árabe palestina. Contrariamente al bando judío, que disponía de varios oficiales y comandantes muy capacitados y habían desarrollado estructuras militares muy modernas, el concepto de la guerra entre los árabes seguía siendo muy tribal: el mando de las tropas se entregaban según el poder de las familias, y no por la capacidad militar, y dependía en exceso del carisma del Jefe. La muerte o desaparición del comandante provocaba, a menudo, el desfondamiento de las tropas. Ni siquiera luchadores valientes y admirados, como Abu Daryeh, Fawzi al-Qawukji o Hassan Salameh, consiguieron evitar la desmoralización y desbandada palestina cuando se encontraron con ofensivas bien organizadas de los judíos. El sustituto de Al-Husayni, Emil Ghury, ni siquiera era un militar ni tenía experiencia en combate.
Por otro lado, la otra fuerza paramilitar organizada, el Ejército de Liberación Árabe, organizado por la Liga Árabe y comandado por Ismail Safwat y Fawzi al-Qawuqji, fue visto por muchos palestinos como un ejército extranjero que se entregó a la rapiña y no cumplió con su misión de defenderles contra los judíos. La escasa instrucción militar de sus componentes, las limitadas capacidades estratégicas de sus mandos, la corrupción generalizada y la descoordinación y malas relaciones con otras fuerzas provocaron la pésima actuación de estas ropas.
Con todo esto, y teniendo en cuenta que el Muftí de Jerusalén era un personaje más temido y odiado que respetado en muchos círculos de su propio país, no es de extrañar que a la muerte de Abdelkader -Al Husayni la resistencia palestina se viniese abajo. En un mes los árabes perdieron todas las ciudades importantes de población mixta, salvo Jerusalén (y aún esta ciudad se puede decir que fue gracias a la Legión Árabe de Transjordania, una fuerza entrenada y organizada por los británicos). El 18 de abril caía en manos de los judíos Tiberíades, el 22 de abril Haifa, el 11 de mayo Safed, el 14 de mayo Jaffa (aunque, de no haber sido por los británicos, hubiera caído a finales de abril) y Akko el 17 de mayo.
El éxodo palestino había comenzado, sobre todo entre las clases acomodadas (que partieron a vivir en otras ciudades cercanas, como Damasco o Beirut) y los fellahas, o arrendatarios agricultores no propietarios de la tierra, antes de la muerte de Abdelkader. De hecho, esas migraciones no eran infrecuentes en la Historia de Palestina, y por ejemplo se habían producido desplazamientos de población durante los tumultos de 1920, 1933-35, o la Gran Revuelta de 1936-39. Sin embargo, la conmoción por la muerte de Al Husayni, el suceso de Deir Yassin (potenciado por el tratamiento sensacionalista que se dio en las emisoras de lengua árabe, que aumentó el pánico entre la población), la sensación de falta de control entre los partidarios del Muftí, junto con la confianza en que la Liga Árabe solucionaría la situación derrotando a los judíos, provocaron una huida masiva de palestinos, aun antes de que los judíos hicieran acciones efectivas para su expulsión.
En conclusión, la pérdida de al-Husayni mostró la débil situación de la jefatura palestina antes de la guerra de 1948. Las milicias irregulares no representaron mayor amenaza para los judíos, y cuándo en el 15 de mayo Israel declaró su independencia los estados árabes tuvieron que cargar con el esfuerzo de derrotar al nuevo estado. El 2 de junio Hasan Salameh murió en la Batalla de Ras al-Ein.

## Legado y progenie
El recuerdo de Abdelkader al-Husayni es eclipsado por los de su tío el Gran Muftí y el militante previoso Izzedin al-Qassam. Otros miembros de su familia que tuvieron gran parte en el movimiento nacionalista de los palestinos incluyen a su hijo Faisal Husseini. Faisal Husseini fue conocido por sus actividades entre los árabes de Jerusalén Este antes y durante la Primera Intifada. El militante más famoso de la causa palestina, Yasser Arafat, nació Muhammad Abdelrahman Abdelraouf al-Qudwa al-Husseini, y en algunas fuentes es erróneamente atribuido como un miembro del clan al-Husayni de Jerusalén (la familia paternal de Arafat provenía en Gaza, y la familia maternal de Jerusalén), no obstante que Arafat había sido un conocido cercano del Gran Muftí en su juventud.